# Белорусское фэнтези
Белорусское фэнтези — художественные произведения, написанные белорусскими авторами в жанре фэнтези.
Фэнтези как отдельный жанр начал формироваться на рубеже XIX—XX вв. В основе жанра заложены сказочные и мифологические мотивы. Среди основных героев обычно люди с волшебными способностями (маги, друиды, провидцы и т. д.) или с волшебными предметами (рыцари с заколдованным оружием), мифические создания, нередко заимствованные из средневековых бестиариев (драконы, единороги, оборотни).
В белорусской литературе элементы фэнтези можно найти намного раньше до появления жанра. Особенно ярко это отражено в произведении Яна Барщевского — «Шляхтич Завальня, или Беларусь в фантастических рассказах» (1844—1846). Наибольшее развитие в белорусской литературе жанр получил в XXI веке.

## XIX век

### Основатели жанра в белорусской литературе
Фэнтезийные элементы присутствовали в белорусской культуре ещё с давних времён, поскольку жанр тесно связан с фольклором и мифологией. Элементы мистицизма и образы мифологических существ использовал в своём творчестве ещё Адам Мицкевич. Во время работы над своими балладами в 1819-21 годах Мицкевич обращался к богатству белорусского фольклора. Так, к образу Свитязянак (жителей озера Свитязь, белолицых девушек с длинными распущенными волосами, в которых превратились женщины города Свитязь, затопленного богами по их просьбе водой, чтобы избежать захвата враждебным русским войскам) и легенд, связанных с ними, поэт обращался в своих балладах «Свитязь» (1820), «Свитязянка» (1821), «Рыбка» (1822).

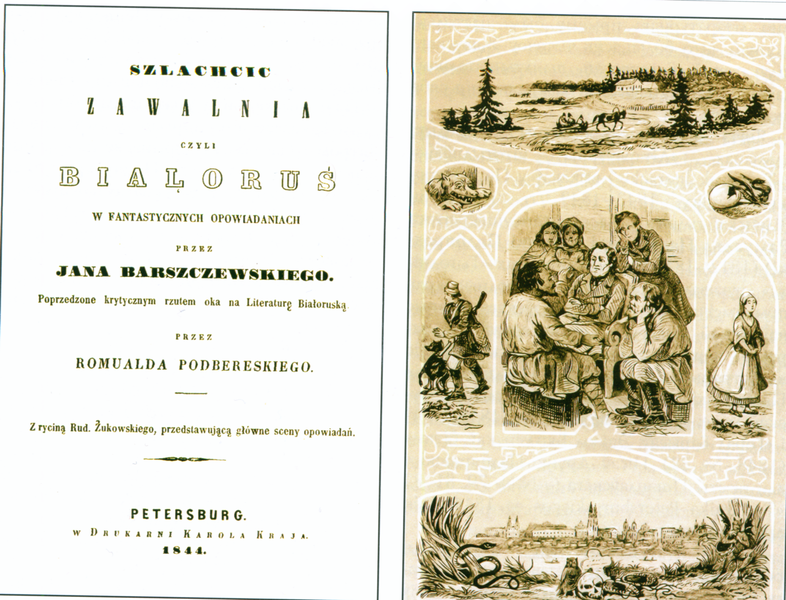
Обложка «Шляхтич Завальня» издания 1884 года

Но наиболее ярко белорусская мифология отражена в произведения Яна Борщевского — «Шляхтич Завальня, или Беларусь в фантастических рассказах» (1844—1846), в котором описывается фантастическая, вымышленная Беларусь, в которой читатель встретится с оборотнями и волкодавами, с великанами и драконами, чудовищами, магами и чернокнижниками. Персонажи Борщевского пришли в произведение из национальной мифологии, населённой русалками, водяными, лешими, волкодавами, но некоторых персонажей он придумал сам: Сына Бури, Белую Сороку, Плачку. Именно Ян Борщевский считается основателем жанра фэнтези в белорусской литературе. Он, как настоящий писатель-фантаст, смотрел вперёд, в будущее, и как бы предвидел появление ― прозы ужасов, фэнтези, научной фантастики. По мифологической основе произведений Борщевского, его творчество следует отнести к такому субжанру, как славянский фэнтези, в основе которого лежит сочетание славянского фольклора (преданий, былин, мифов) и стандартных фэнтезийных канонов.
На презентации своей фэнтезийной повести на вопрос о традиции белорусской фантастики белорусский поэт и филолог Серж Минскевич сказал: «Мы самые первые написали фэнтези, когда ещё и не придумали этому жанру название. Ещё не было Толкина, а у нас уже был Ян Борщевский…».
В 1852 году из-под пера белорусского поэта и фольклориста Александра Рыпинского вышла романтическая баллада «Бес». Подзаголовок к поэме был «баллада белорусская», чем автор отмечал не только фольклорную основу своей баллады, но и своеобразие произведения, её созвучие с традициями белорусской поэзии середины XIX века. В предисловии к «Лукавому» Александр Рыпинский написал, что в результате обработки народной песни у него получилось долгая история и он, «добавил к ней кое-что странное и адское, сделал из этого крестьянскую балладу».
| Литераторы XIX века | Литераторы XIX века | Литераторы XIX века | Литераторы XIX века |
| ------------------- | ------------------- | ------------------- | ------------------- |
|                     |                     |                     |                     |

## XX век
Мифологические персонажи присутствует и в поэзии Янки Купалы. Некоторые исследователи (напр .: канд. Фил. Наук Г. М. Метлицкая) даже употребляют такой термин, как Купаловский мифологизм. Определённое время мифологическая образность в творчестве поэта была чуть ли не доминирующей. «Цемнатворцы» до такие мифычныя и языческие существа, как ведьмы, вурдалаки, черти, водяные, русалки и другие, господствуют в его стихах «В вечно бори …» (1912), «Русалка» (1912), «Хохолок» (1911), «Где ни вылете из неволи …» (1906), «Забытая таверна» (1907), «баю, баю, мужичок!» (1905—1907), «Ночь за ночкой» (1909), в поэму «Сон на кургане» (1910). Чего только стоит отрывок из его стихотворения «Забытая таверна»: «Женят ведьму с волкодавов, сватает шинкарь, попом — раввин, ведьма — дьяком, а черт — хозяин. Так играют, пока где-то не крикнет петух … погибает все, и по банкетам пусто, скучно вкруг».
Вацлав Ластовский в 1923 году издал исполненную загадками повесть «Лабиринты», которой наверняка и на сегодня нет жанровых аналогов ни в белорусской, ни в мировой литературе. Жанр произведения занимает пограничное положение между утопией и научной фантастикой, в нём наблюдается единство исторического и фантастического. В произведении мы видим переплетение нескольких сознательных авторских мистификаций, главная из которых связана с существованием Полоцкого лабиринта. И как и в древнегреческой мифологии существовал миф о Лабиринт на Крите и о Минотавре, который послужил темой для ряда литературных произведений, так и Полоцкий лабиринт в трактовке Ластовского стал для него одним из центральных артефактов, на котором базировалась его Кревская теория.
В белорусской драматургии фэнтезийные элементы присутствуют в ряде пьес Евстигнея Мировича. Одними из наиболее значимыми в его творчестве стали фэнтезийно-исторические пьесы: «Машека» (1922 г.), «Кузнец-воевода» (1924). Его «Машека» стала первой пьесой, поставленной на белорусском языке.
В контексте создания новых художественных миров проводил ассоциацию Владимира Короткевича с Толкином исследователь Андрей Хаданович. По словам Хадановича, Беларусь Короткевича — идеальная страна, населённая знатными рыцарями, мужественными патриотами и национально сознательными аристократами с поэтическими способностями. И создателям белорусского фэнтези Ходонович считает именно Короткевича. Для творчества Короткевича характерны не только историзм, но и придание ей отдельных мифологических черт. Критик Алексей Ненадовец в статье «Мифология в произведениях Владимира Краткевича» замечает «что в произведениях писателя сами понятия чародейка, волшебник, знахарь, гадатель почти не отличаются по смыслу, хотя здесь были, соответственно свои тонкости, выработанные многовековым практическим опытом народа».
| Литераторы XX века | Литераторы XX века | Литераторы XX века | Литераторы XX века |
| ------------------ | ------------------ | ------------------ | ------------------ |
|                    |                    |                    |                    |

## XXI век
По мнению председателя секции «Приключения и фантастика» в СПБ Владимира Куличенки, белорусские фантасты больше преуспели в жанре «фэнтези» чем в жанре «научной» фантастики, так как «фэнтези» и его поджанр более доступные для восприятия современного читателя, чем произведения «научной» фантастики, и поэтому быстрее находят отклик читателей. Наверное наиболее ярко в этом жанре выделяется Ольга Громыко, чьи книги (издаётся с 2003 года), которые созданы в жанре юмористического фэнтези, отличает ирония, местами переходящая в сарказм. Главными героями её книг являются персонажи, в традиционном фэнтези относящиеся к отрицательным: ведьмы, вампиры, оборотни, драконы, тролли и другие.
Основанный на легендах и преданиях Великого княжества Литовского, роман «Гонитва» был написан Никой Ракитиной. Герои романа — настоящие белорусские персонажи. В повествовании есть множество сходств с реальной Беларусью. На конгрессе «Еврокон-2008», учреждённого Европейским союзом научной фантастики, эксперты признали белорусскую писательницу Нику Ракитину лучшим молодым писателем-фантастом.
На белорусских землях разворачиваются приключения в цикле сказок Петра Васюченко «Приключения господ Кублицкого да Заблоцкого» («Приключения господ Кубличская и Заблоцкого» (1997) и «Жили-были паны Кублицкий да Заблоцкий» (2003)). Данные произведения имеют иногда и абсурдный, и комический, и философский характер, и позволяют нам со стороны взглянуть на нелогичность человеческих чрезмерных желаний. И все это подаётся с народным юмором. Это хорошо видно, например, в отрывке, где паны дают советы Куре-Щабятуре по поводу того, какого она должна принести цыплёнка («[Заблоцкий] Чтобы сало на том цыплёнке было с ладонь толщиной … [Кублицкий] Да ростом чтобы оно было с изрядного борова … [Заблоцкий] Не из борова, а с быка, чтобы было величиною! Во!»). Но вместо желаемого господа получают яйцо размером с бочку, из которого вылупляется Страшила, которое требует еды. В 2003-м за книгу «Жили-были паны Кублицкий да Заблоцкий» Петр Васюченко удостоен премии «Глиняный Велес» (за лучшую художественную белорусскоязычную книгу года). А в 2013 году автор обратился и к мифологии древней Греции, рассказав в свойственной ему манере, увлекательно и с юмором, о подвигах известного силача Геракла («Двенадцать подвигов Геракла»).

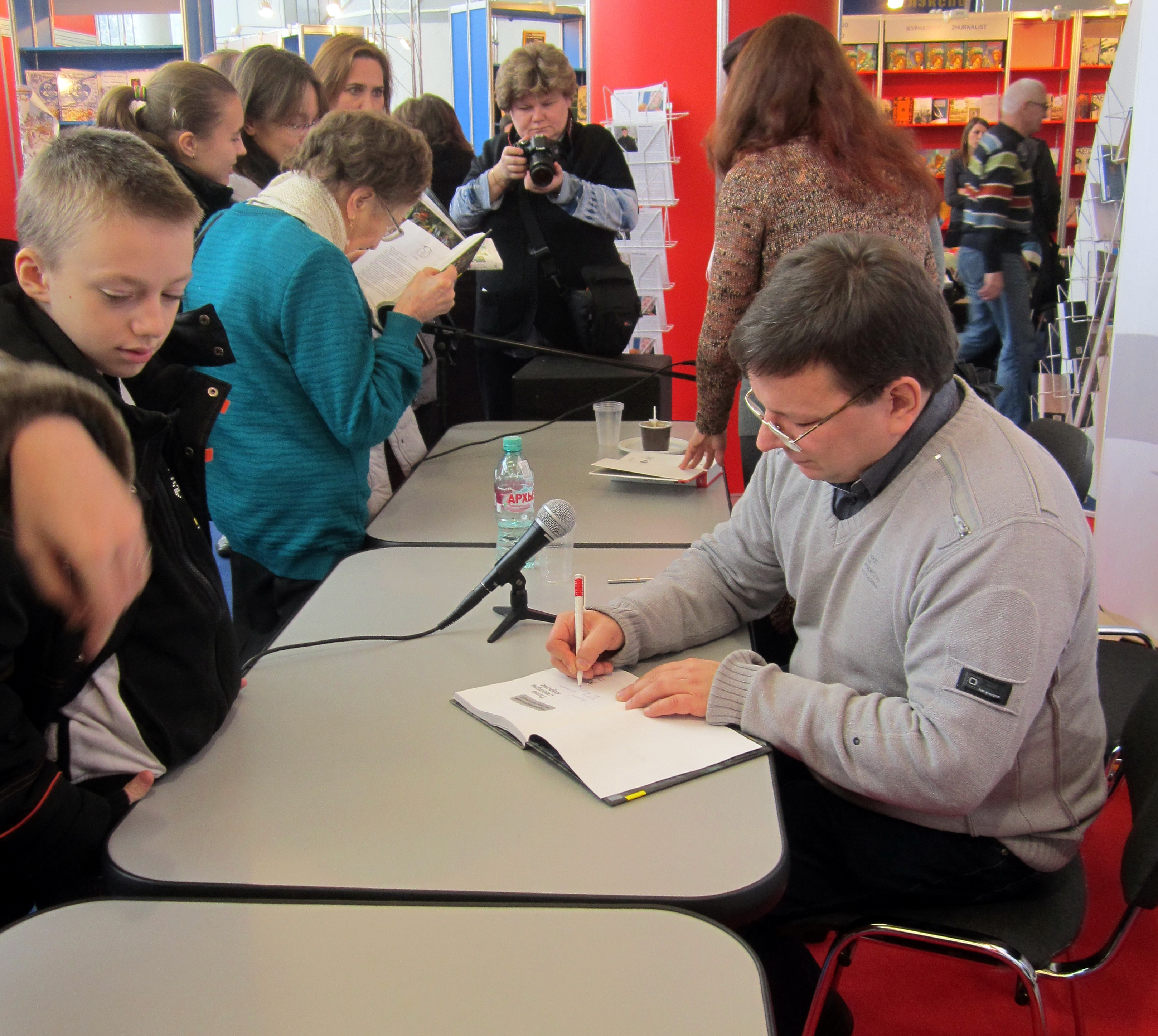
Андрей Жвалевский во время раздачи автографов

С 2002 года из-под пера соавторов Андрея Жвалевского и Игоря Мытько выходит цикл фэнтезийных романов-пародий на известную во всем мире серию историй о Гарри Поттере — «Порри Гаттер» («Порри Гаттер и Каменный Философ», «Личное дело Мергионы или четыре Чертовы дюжины», «Девять подвигов Сена Аесли»). Пародия построена на «переворачивании» сюжета: почти каждая вещь, описанная в оригинале, вывернуто наизнанку. Порри Гаттер здесь обычный мальчик, который появился в колдовской семье, но к огорчению своих родителей, вовсе не обладает магическими способностями. В начале пародии сходство с оригиналом просматривается достаточно четко, даже выдерживается соответствие сюжетных линий. Но уже примерно после четверти книги сюжет начинает заметно отклоняться от оригинала.
Весьма плодотворно пишет рассказы для детей в научно-фэнтезийном жанре Раиса Боровикова. Наверное, особенно выделяется её трилогия для детей среднего школьного возраста «Из сказок старого астронавта» (2005 г.). В данной трилогии есть космические приключения и авантюрный сюжет, реальный мир существует где-то рядом с вымышленным. Книга примечательна тем, что автор придаёт своему фантастическому произведению национальный колорит. Например, космодром в произведении находится под Раубичами, а экипаж астронавтов грустит не по планете Земля, а по белорусской природе.

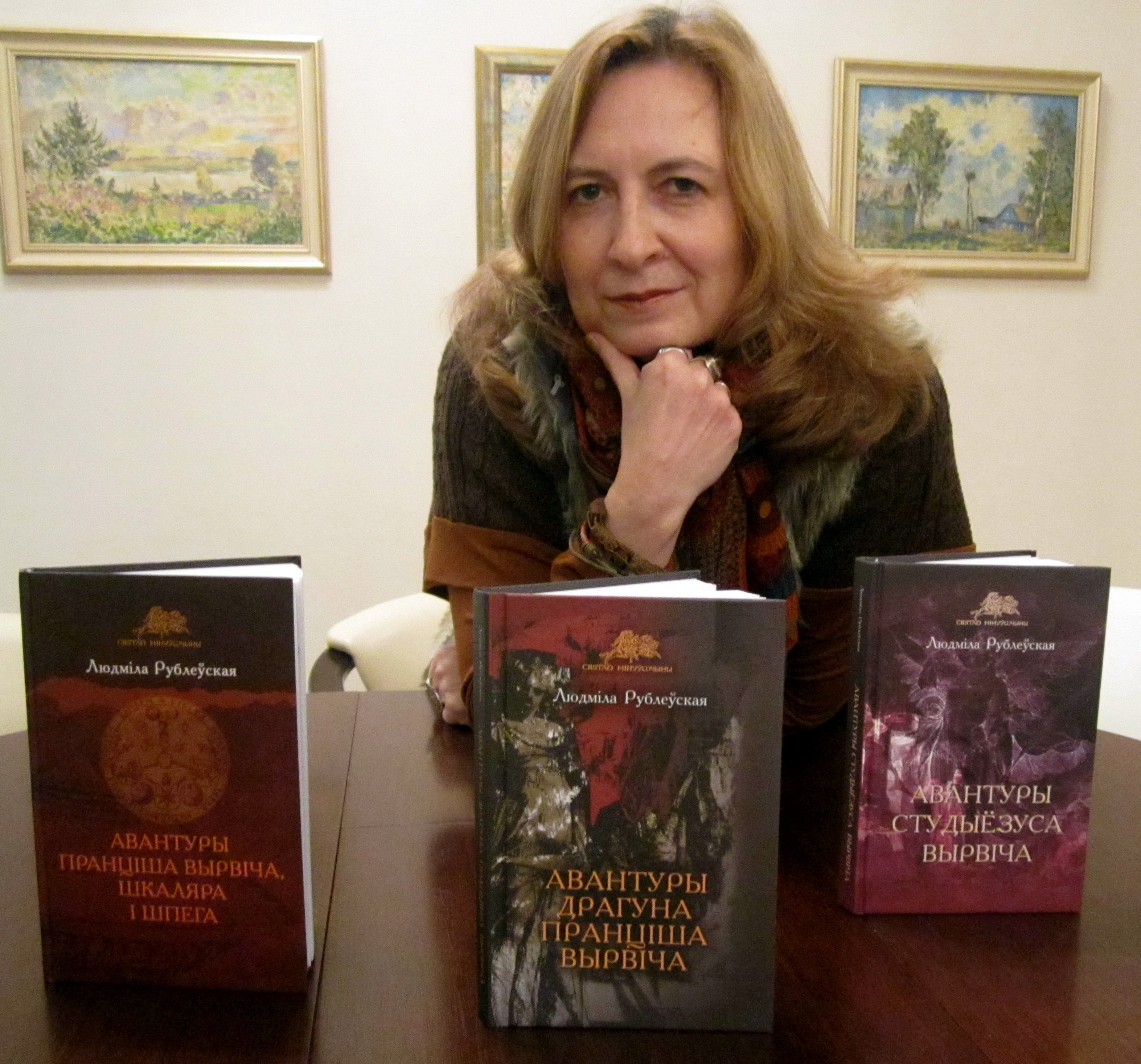
Людмила Рублевская с трилогией «Авантюры Пранциша Вырвича»

Условно к жанру фэнтези можно отнести «повесть-миф» Людмилы Рублевской «Дети гомункулуса» (2000), в основу которой положена легенда о чернокнижнике Твардовском, создателе искусственного человека — гомункулуса. В то же время для творчества Рублевской более характерен возврат к мифологическому наследию, как, например, в её книге «Старосветские мифы города Б.», в которой истории древнеримских и греческих мифов переносятся на реалии жителей обычного белорусского городка XIX века. И в определённой степени автору удалось создать мир исторического белорусского фэнтези в цикле историй про Пранциша Вырвича. Даже в языке произведения есть древний, высокомерно барочный манер. Очень это ощущается в первой части («Авантюры Пранциша Вырвича, школяра и шпиона», 2012), насыщенной историческими анекдотами. Например, история, к которой нельзя относиться без юмора — история про свидание Кароля Радзивилла Пане Каханку с русалкой и что «результатом брака были селедки». В течение приключений Вырвича упоминается и мировое дерево Иггдрасиль, и лабиринты с Минотавром, и изобретения Леонардо да Винчи.
Мир приключений есть и в цикле фэнтезийно-приключенческих рыцарских романов «Король и Судья» Инны Сударевой, который начинает роман «Судья королевского дома» (2006).
Близкий к жанру эпического фэнтези цикл романов Натальи Новаш «Обретение прошлого» (2009), в котором после столкновения огромной кометы с Землей открываются «двери» между миром людей и миром эльфов.
В мир магии, эльфов, оборотней, людоедов, вампиров, воинов и драконов переносит читателя и Светлана Уласевич, также автор целого цикла романов, но уже про драконов — «Саги о драконах», который начинает роман «Полтора метра недоразумений, или Не будите спящего дракона» (2009).
Ещё одна книга, герои которой драконы — роман Эльвиры Вашкевич «Дорога к Серебряным водопадам» (2014 год), в котором с далёкой планеты, где живут драконы, на нашу Землю направляется посланник в поисках потенциального контактёра с магическими способностями.
Волшебный мир мифологических существ встречает нас и в романе-фэнтези Геннадия Авласенко «Пленники чёрного леса» (2011). В пугающем и таинственным Чёрном лесу живёт множество самых разнообразных чудовищ, а непроходимые Северные скалы населяют гномы. И между лесом и горами, на широкой долине живут враждующие между собой человеческие племена. В 2014 году в издательстве «Художественная литература» вышел сборник его мистически-фантастических рассказов «Ключ, который ничего не отпирает».
Книга Сержа Минскевича «Улыбка траурной королевы, либо Тайна магнитного замка» (2013) основана уже на белорусском мифологии. В образе героя этой сказки, художника-странника Дроздичы, который ходит в сапогах из красного сафьяна, с волшебным зонтиком-тросточкой и изображает не улыбки, а «усмутки», забирая грусть людей, легко узнается легендарный белорусский художник Язеп Дроздович. Главные герои повести — Алеола, «будущая яснапанна», и Артина, будущий витязь Светлоозёрной страны. Их родителей вместе со всеми жителями городка похитила «Траурная Королева Поляндра», и дети отправляются побеждать злую волшебницу.
В жанре приключенческого фэнтези книга Алексея Шеина «Семь камней» (2015). Мальчик Ясь, главный герой, попадает в волшебную страну Эферию, где становится участником борьбы за свободу. Главному герою предстоит разгадать загадку кристаллов, чтобы спасти жизнь своей подруги и освободить волшебную страну от гнёта злого самозванца. Книга о вере, свободе и любви, за которые иногда нужно бороться с мечом в рукахх. Книга была отмечена Европейским обществом научной фантастики «За лучший литературный дебют».
В 2017 году на Национальную литературную премию в области детской литературы было номинировано сразу два фэнтезийных произведения — фэнтези Екатерины Хадасевич-Лисовой «Каникулы с приключениями, или обратный визит Зорничка к мальчику Стасику» и фэнтезийные истории Анатолия Короленко «Детям о нефти». В том же году в издательстве «Мастацкая литература» вышел сборник сказок «Невеста для Базыля», в котором было напечатано несколько фэнтезийных рассказов: стилизованное под фольклор приключенческое фэнтези «Солдат и ужалка» Олега Грушецкого, волшебное фэнтези «Черная закавыка» Сержа Минскевича и фэнтезийная история «Невеста для Базыля» Галины Пшоник.

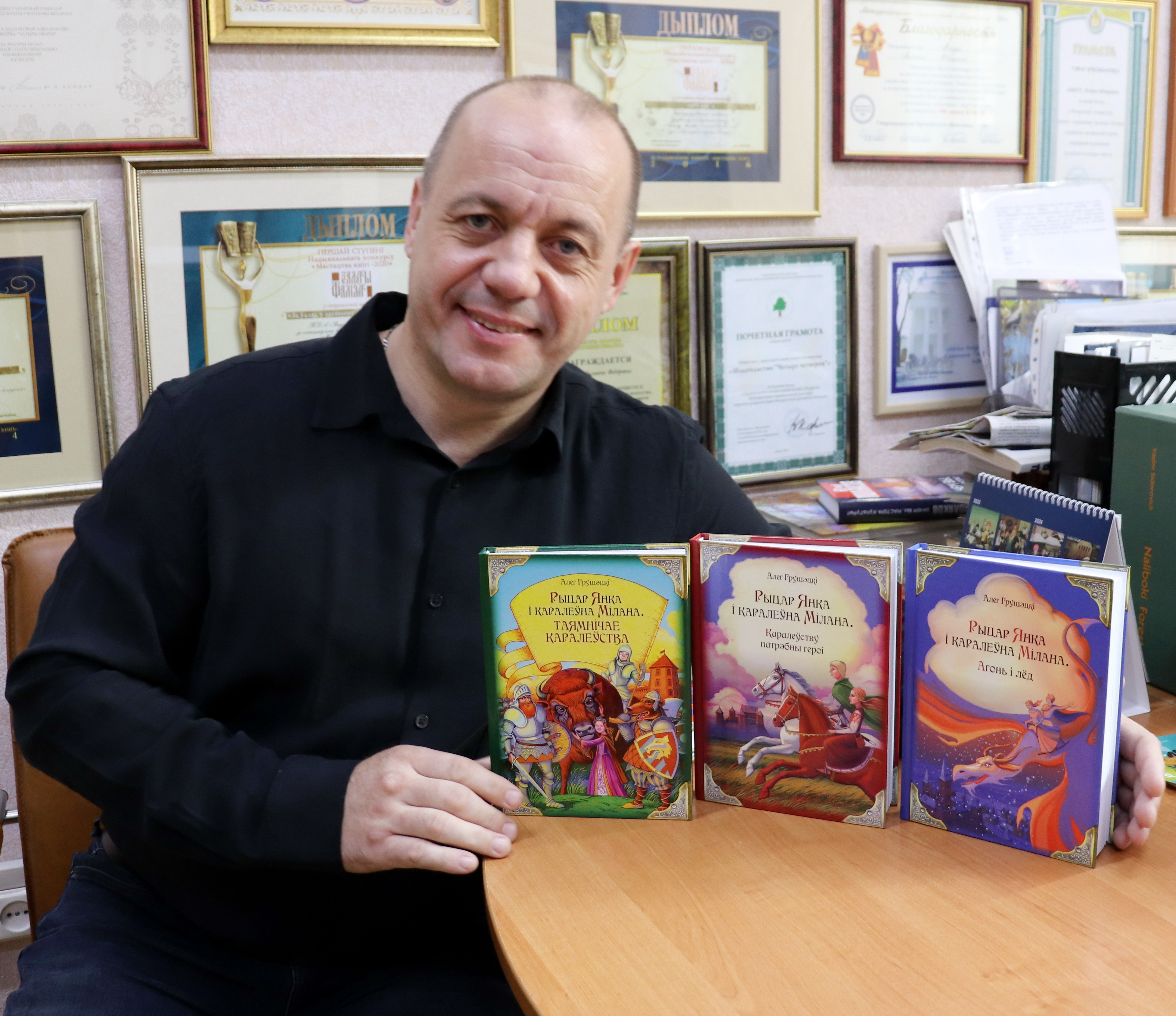
Олег Грушецкий с трилогией «Рыцарь Янка и королевна Милана»

В 2020 году вышла книга Светланы Авдейчик «Книга способных. Наследники Сакрума» — первая часть трилогии о наследниках Сакрума, вошедшая в полуфинал международного конкурса «Новая детская книга — 5» в номинации «Фэнтези. Фантастика. Приключения».
Знаковым для белорусскоязычного фэнтези стал 2021 год. На основе белорусского фольклора вышла первая часть трилогии Олега Грушецкого «Рыцарь Янка и королевна Милана. Таинственное королевство», герои которой — мифические персонажи белорусских преданий, а события разворачиваются в мире, похожем на белорусское Средневековье. Главным героям, юным брату и сестре, надлежит спасти королевство от чародея, который коварством захватил трон. Книга уникальна тем, что её можно назвать настоящим белорусской фэнтези. А учитывая, что она была написана ещё в 2012 году, фактически делает роман ещё и первым современным белорусскоязычным фэнтези. В мае 2021 года в Национальной академии наук прошёл II Международный форум исследователей белорусской сказки, к которому было подготовлено сразу несколько докладов, посвященных фэнтези в белорусской литературе, среди которых, например, доклад Татьяны Борисюк «Идейно-образные поиски в книге сказок Олега Грушецкого „Рыцарь Янка и королевна Милана. Таинственное королевство“». Также был проведен круглый стол (модератором которого стал Серж Минскевич), на котором, среди прочих, была отдельно рассмотрена тема «Сказка и фэнтези». В этом же году появилось и произведение Ольгерда Бахаревича «Театр счастливых детей», который сам автор охарактеризовал, как «белорусское фэнтези с элементами политического триллера». Юные герои неожиданно оказались в таинственном крае, не имея ни телефона, ни оружия, и вынуждены отыскать пропавших друзей и выбраться из ловушки. Произведение вышло в электронном формате, а в печатном варианте книга была издана только в одном экземпляре и выставлена на аукцион. В 2023 году книга была озвучена и появилась на платфломе «Книжный воз».
А в 2022 году вышло продолжение ставшего популярным приключенческого фэнтзези Олега Грушецкого — «Рыцарь Янка и королевна Милана. Королевству нужны герои», в котором юные герои перед отъездом домой решают ещё раз посетить таинственное королевство Сварга, но обнаруживают, что его захватил ещё более могущественный колдун, которым движет только месть, и они вновь вступают в борьбу за освобождение королевства, в ещё более тяжёлых условиях. Также в 2022 году вышла и вторая часть запланированнай трилогии Светланы Авдейчик «Книга способных 2. Потомки агриев».